# Stellantis
Stellantis N.V. (von der Partizipialform abgeleiteter Genitiv von lateinisch stellare ‚des durch Sterne Leuchtenden‘) mit Sitz im niederländischen Hoofddorp ist ein europäischer Automobilhersteller. Das Unternehmen ging im Januar 2021 als Holding aus der Fusion der Automobilkonzerne FCA – Fiat Chrysler Automobiles (mit den Marken Fiat, Lancia, Alfa Romeo, Maserati, Ferrari, Autobianchi, Innocenti, Chrysler, Dodge, Jeep, Iveco und vielen weiteren) sowie der Groupe PSA (u. a. mit den Marken Citroën, DS Automobiles, Peugeot, Opel und Vauxhall Motors) hervor, indem PSA im Rahmen einer grenzüberschreitenden Fusion in die niederländische FCA integriert wurde, die dann unmittelbar den Namen in Stellantis änderte.
Der Konzern war 2023 mit seinen 14 Marken der viertgrößte Automobilhersteller der Welt nach verkauften Fahrzeugen, 2024 rutschte er auf den fünften Platz ab. Der Jahresumsatz lag 2023 bei rund 190 Milliarden Euro.

## Geschichte
Nach dem Scheitern der Gespräche über eine Fusion mit Renault suchte Fiat Chrysler Automobiles 2019 nach einem neuen Partner, den es in der Groupe PSA fand. Der Zusammenschluss der beiden Konzerne wurde am 31. Oktober 2019 bekanntgegeben.
Die EU-Wettbewerbskommission gab am 17. Juni 2020 bekannt, dass sie eine Untersuchung des Zusammenschlusses einleite. Im Dezember 2020 wurde die Genehmigung unter Auflagen erteilt. Ende September 2020 nominierten FCA und PSA je fünf Mitglieder für den elfköpfigen Aufsichtsrat der zukünftigen Aktiengesellschaft; das elfte Mitglied sollte laut Fusionsvertrag vom Dezember 2019 Carlos Tavares, zu der Zeit Vorstandsvorsitzender von PSA, werden. Im September 2020 wurde jedoch entschieden, dass PSA sechs und FCA fünf Aufsichtsratssitze bekommt. Neun Aufsichtsratsmitglieder wurden von Aktionären bestimmt; Carlos Tavares und John Elkann (Präsident von FCA und Chef des Hauses Agnelli) waren fest nominiert. 
Am 4. Januar 2021 stimmten die meisten Aktionäre von FCA und PSA auf getrennten außerordentlichen Hauptversammlungen der Fusionsvereinbarung in allen Punkten zu. 
Am 16. Januar 2021 wurden die letzten für die Fusion der Holdings von FCA und PSA notwendigen juristischen Schritte offiziell abgeschlossen. Die Erstnotierungen der Stellantis-Aktie erfolgten in Mailand und Paris am 18. Januar sowie in New York am 19. Januar 2021.
Stellantis kündigte 2021 an, bis 2025 insgesamt 30 Milliarden Euro in Elektrifizierung und Software zu investieren. Laut Plänen des Konzernchefs Carlos Tavares soll die Rentabilität dieser Investitionen 30 Prozent besser sein als im Branchenschnitt. Zwischen den fusionierten Konzernen FCA (Fiat-Chrysler) und PSA (Peugeot) solle es Synergien von jährlich fünf Milliarden Euro geben; auch die Elektroautotechnik solle billiger werden. Bis 2026 solle die operative Umsatzrendite zweistellig sein.
Am 24. Februar 2022 begannen russische Truppen einen großangelegten völkerrechtswidrigen Überfall auf die Ukraine. Stellantis gab Mitte April 2022 bekannt, seine Produktion in Russland vorübergehend einzustellen. Im Werk in Kaluga wurden bis dahin Nutzfahrzeuge hergestellt.
Am 3. Mai 2022 wurde angekündigt, dass Stellantis von BMW und Mercedes-Benz den Carsharing-Anbieter Share Now übernehme.

Stellantis und Samsung kündigten im Juni 2022 an, ein Joint Venture mit einem Produktionsstandort in Kokomo (Indiana) zu gründen, um dort Akkumodule für E-Auto-Modelle von Stellantis zu produzieren. Die jährliche Produktionskapazität soll zum Start 23 Gigawattstunden (GWh) betragen und perspektivisch auf 33 GWh ausgebaut werden. Am Standort sollen circa 1400 neue Arbeitsplätze geschaffen werden.
2022 wurden in Deutschland knapp 4.000 Neuwagen von DS Automobiles erstmals zugelassen – ein Absatzplus von 91 Prozent.
Obgleich CEO Tavares 2022 vor der Industriepolitik der VR China gewarnt hatte, kaufte Stellantis im Oktober 2023 für 1,6 Milliarden Dollar 21 Prozent des 2015 gegründeten chinesischen Elektrofahrzeugherstellers Leapmotor. Dieser hatte 2022 in China 111.000 Fahrzeuge verkauft. 
Die beiden Unternehmen gründeten das Joint Venture Leapmotor International; dabei hat Stellantis einen 51-prozentigen Anteil.

Am 1. Dezember 2024 trat Tavares als CEO zurück und Elkann übernahm kommissarisch. Seit dem 23. Juni 2025 ist Antonio Filosa neuer CEO.
Im Juli 2025 gab Stellantis bekannt, sein Entwicklungsprogramm für Wasserstoff-Brennstoffzellentechnologie einzustellen und die Teils bereits für 2025 angekündigte Palette wasserstoffbetriebener Nutzfahrzeuge nicht auf den Markt zu bringen. Begründet wurde die Unternehmensentscheidung u. a. damit, dass der Wasserstoffmarkt „ein Nischensegment ohne Aussichten auf mittelfristige wirtschaftliche Nachhaltigkeit“ bleibe.

## Marken
| Ursprung                  | Fiat                                                         | Chrysler              | PSA                                       | Opel                        |
| ------------------------- | ------------------------------------------------------------ | --------------------- | ----------------------------------------- | --------------------------- |
| Pkw                       | Abarth, Alfa Romeo, Fiat, Lancia, Maserati                   | Chrysler, Dodge       | Citroën, DS, Peugeot                      | Opel, Vauxhall              |
| Geländewagen              |                                                              | Jeep                  |                                           |                             |
| Nutzfahrzeuge             | Fiat Professional                                            | Ram Trucks            | Citroën, Peugeot                          | Opel, Vauxhall              |
| Zulieferer                | PCMA (Teil von PL&TL)                                        | PCMA (Teil von PL&TL) | Eurorepar                                 | VM Motori (2007–2013, 50 %) |
| Zulieferer                | Teksid                                                       | Mopar                 | Eurorepar                                 | VM Motori (2007–2013, 50 %) |
| Zulieferer                | VM Motori(ab 2011 050 %, (ab 2013 100 %)                     | Mopar                 | Eurorepar                                 | VM Motori (2007–2013, 50 %) |
| Automatisierungs- technik |                                                              |                       |                                           | Comau                       |
| ehemalige Marken          | Simca (1934–1971) inkl. Talbot (ab 1959) Ferrari (1966–2016) | Simca (1971–1978)     | Simca (1978, → Talbot) Talbot (1979–1993) | Saab (2000–2010)            |

Die Marken werden in folgender Managementstruktur geleitet:
| Sitz                   | Marke                  | gegründet | Marken-CEO       | Marken- Positionierung |
| ---------------------- | ---------------------- | --------- | ---------------- | ---------------------- |
| Italien                | Fiat Fiat Professional | 1899      | Olivier François | Core                   |
| Italien                | Abarth                 | 1949      | Olivier François | Core                   |
| Frankreich             | Citroën                | 1919      | Thierry Koskas   | Core                   |
| Frankreich             | Peugeot                | 1810      | Alain Favey      | Upper mainstream       |
| Deutschland            | Opel                   | 1862      | Florian Huettl   | Upper mainstream       |
| Vereinigtes Konigreich | Vauxhall               | 1903      | Florian Huettl   | Upper mainstream       |
| Vereinigte Staaten     | Jeep                   | 1941      | Antonio Filosa   | Global SUV             |
| Vereinigte Staaten     | Chrysler               | 1925      | Christine Feuell | American brands        |
| Vereinigte Staaten     | Dodge                  | 1914      | Matt McAlear     | American brands        |
| Vereinigte Staaten     | Ram                    | 2010      | Christine Feuell | American brands        |
| Vereinigte Staaten     | Mopar                  | 1937      | Mike Koval Jr.   | American brands        |
| Italien                | Alfa Romeo             | 1910      | Santo Ficili     | Premium                |
| Frankreich             | DS Automobiles         | 2014      | Olivier François | Premium                |
| Italien                | Lancia                 | 1906      | Luca Napolitano  | Premium                |
| Italien                | Maserati               | 1914      | Santo Ficili     | Luxury                 |

## Kooperationen
Seit September 2016 existiert der Carsharing-Anbieter Free2move mit Hauptsitz in Paris und verschiedenen Standorten weltweit, welcher von Groupe PSA gegründet wurde und von Stellantis weitergeführt wird.
Ende 2021 wurde bekannt, dass Stellantis mit dem Elektronikhersteller Foxconn zusammenarbeiten möchte. Laut Pressemitteilung soll „eine Familie von speziell angefertigten Halbleitern“ entwickelt werden. Es gehe darum, ab 2024 rund 80 Prozent der Halbleiter-Nachfrage von Stellantis abzudecken.
Bereits seit 2012 fertigt Stellantis (bzw. PSA) leichte Nutzfahrzeuge für Toyota für den europäischen Markt – darunter verschiedene Varianten des Proace und Proace City. Technisch sind die Toyota-Modelle baugleich mit den Sevel-Nord-Fahrzeugen, 2024 kam der große Transporter von Sevel-Süd hinzu, der auch in Gliwice gebaut wird, dieser heißt bei Toyota Proace Max.

## Produktionsstätten
Europa
- Frankreich: Mülhausen, Poissy, Rennes, Sochaux, Sevel Nord in Hordain/Lieu-Saint-Amand, Trémery, Metz
- Italien: Cassino, Melfi, Mirafiori (Turin), Modena, Pomigliano d’Arco, Sevel Sud in Atessa
- Spanien: Figueruelas (bei Saragossa), Madrid, Vigo
- Portugal: Mangualde
- Deutschland: Eisenach, Kaiserslautern, Rüsselsheim
- Ungarn: Szentgotthárd
- Polen: Tychy (2 Werke), Gliwice, Bielsko-Biała, Skoczów
- Serbien: Kragujevac
- Slowakei: Trnava
- Vereinigtes Königreich: Ellesmere Port, Luton

Afrika
- Marokko: Kenitra

Asien
- Naher Osten
  - Türkei: Bursa (Joint Venture)
- Ferner Osten

Amerika
- Nordamerika
  - Vereinigte Staaten: Belvidere, Detroit, Kokomo, Sterling Heights, Toledo, Valencia, Warren
  - Kanada: Windsor, Brampton
  - Mexiko: Saltillo, Toluca
- Südamerika
  - Brasilien: Betim, Porto Real, Goiana
  - Argentinien: Cordoba

### Ehemalige Produktionsstätten
Europa
- Österreich: Wien-Aspern (Die Produktion wurde im Juli 2024 eingestellt.[38])
- Tschechien: Kolín Das Werk wurde gemeinsam mit Toyota betrieben und wurde vollständig von Toyota übernommen.
- Russland: Kaluga (Produktion durch den Konzern ausgesetzt)[5]

Asien
- China: Changsha (Joint Venture GAC Fiat Chrysler Automobiles. Rückzug von Stellantis aus dem Joint Venture im Juli 2022.[39][40])

## Aktionärsstruktur
| Anteil  | Anteilseigner                                                                  |
| ------- | ------------------------------------------------------------------------------ |
| 14,20 % | Exor N.V. (im Besitz der Familie Agnelli)                                      |
| 07,08 % | Etablissements Peugeot Frères (im Besitz der Familie Peugeot)                  |
| 06,09 % | Banque publique d’investissement France (im Besitz der Französischen Republik) |
| 03,54 % | BlackRock, Inc.                                                                |
| 69,09 % | Streubesitz                                                                    |

Stand: 26. November 2024